# Acta Physica Polonica
Acta Physica Polonica – miesięcznik naukowy, poświęcony fizyce, o międzynarodowym zasięgu, wydawany w Polsce od 1932 roku. Organ Polskiego Towarzystwa Fizycznego. Jest periodykiem uznanym przez Europejskie Towarzystwo Fizyczne. Wydawany jest w dwóch niezależnych seriach, przez różnych wydawców:
- Część A publikowana jest przez Instytut Fizyki Polskiej Akademii Nauk w Warszawie i obejmuje prace z zakresu fizyki ogólnej, fizyki materii skondensowanej, optyki i optyki kwantowej, fizyki atomowej i molekularnej, informatyki kwantowej, biofizyki, fizyki stosowanej. Publikacja ukazuje się wyłącznie w języku angielskim.
- Część B publikowana jest przez Uniwersytet Jagielloński we współpracy z Polską Akademią Umiejętności i obejmuje prace z zakresu fizyki ogólnej, fizyki matematycznej, fizyki cząstek elementarnych i teorii pola, fizyki jądrowej, teorii względności i astrofizyki, mechaniki statystycznej. Publikacja ukazuje się wyłącznie w języku angielskim.

## Historia
W styczniu 1919 roku w Warszawie z inicjatywy Józefa Wierusz‐Kowalskiego powstaje Towarzystwo Fizyczne. W 1923 ukazuje się pierwszy tom „Sprawozdań i Prac Polskiego Towarzystwa Fizycznego” („Comptes Rendus des Séances de la Société Polonaise de Physique”). Do roku 1931 opublikowano 5 tomów, złożonych z zeszytów publikowanych co kwartał. W 1932 roku „Sprawozdania...” przekształcone zostają w „Acta Physica Polonica” z redakcją w Warszawie 1932, gdzie ukazują się do roku 1936. Następnie publikacja kontynuowana jest w Wilnie w latach 1937‐1939. W roku 1947 wznowiono druk „Acta Physica Polonica”. Pierwsza powojenna publikacja oznaczona została jako tom nr 9, a zeszyty publikowano tak samo jak przed wojną jako kwartalnik. Później częstotliwość publikacji zwiększono drukując zeszyty co dwa miesiące, a następnie co miesiąc. Do roku 1969 opublikowano łącznie 36 tomów. Redakcja znajdowała się w Krakowie.
W 1970 roku pismo zostało podzielone na dwie serie: Seria A, wydawana w Warszawie, Seria B, wydawana w Krakowie. Obie serie publikowane są zarówno w formie drukowanej jak i elektronicznej dostępnej nieodpłatnie w Internecie.

### „Sprawozdania i Prace Polskiego Towarzystwa Fizycznego”
| historia publikacji | historia publikacji | historia publikacji        |
| tom                 | zeszytów            | publikacja                 |
| ------------------- | ------------------- | -------------------------- |
| 1                   | 4                   | 1923 prace z lat 1920–1921 |
| 2                   | 8                   | 1924 prace z lat 1921–1922 |
| 3                   | 4                   | 1927–1928                  |
| 4                   | 4                   | 1929                       |
| 5                   | 4                   | 1930–1931                  |

### „Acta Physica Polonica”
| historia publikacji | historia publikacji | historia publikacji |
| tom                 | zeszytów            | publikacja          |
| ------------------- | ------------------- | ------------------- |
| 1                   | 4                   | 1932                |
| 2                   | 4                   | 1933                |
| 3                   | 4                   | 1934                |
| 4                   | 4                   | 1935                |
| 5                   |                     | 1936                |
| 6                   | 4                   | 1937                |
| 7                   | 4                   | 1939                |
| 8                   | 1                   | 1939                |
| II wojna światowa   |                     |                     |
| 9                   | 4                   | 1947–1948           |
| 10                  | 4                   | 1951                |
| 11–12               | 4                   | 1953                |
| 13                  | 4                   | 1954                |
| 14–19               | 6                   | 1955–1960           |
| 20                  | 12                  | 1961                |
| 21–22               | 6                   | 1962                |
| 23–24               | 6                   | 1963                |
| 25–26               | 6                   | 1964                |
| 27–28               | 6                   | 1965                |
| 29–30               | 6                   | 1966                |
| 31–32               | 6                   | 1967                |
| 33–34               | 6                   | 1968                |
| 35–36               | 6                   | 1969                |

## Redaktorzy naczelni
| redaktor naczelny     | lata      |
| --------------------- | --------- |
| Stefan Pieńkowski     | –1937     |
| Szczepan Szczeniowski | 1937–1939 |
| Jan Weyssenhoff       | 1947–1972 |

| Seria A            | Seria A   | Seria B                | Seria B   |
| redaktor naczelny  | lata      | redaktor naczelny      | lata      |
| ------------------ | --------- | ---------------------- | --------- |
| Wiesław Czyż       | 1973–1991 | Wiesław Czyż           | 1973–1995 |
| Jerzy Prochorow    | 1991–2006 | Andrzej Staruszkiewicz | 1995–2005 |
| Witold Dobrowolski | 2006–2019 | Michał Praszałowicz    | 2005–     |
| Jan Mostowski      | 2019–     |                        |           |

## Ważne publikacje
- Lista 43 członków Polskiego Towarzystwa Fizycznego, którzy zostali zamordowani lub zmarli w okresie II wojny światowej, 1947